# R. James Milgram
Richard James Milgram, genannt James bzw. Jim, (* 5. Dezember 1939 in South Bend, Indiana) ist ein US-amerikanischer Mathematiker.
Milgram ist der Sohn des Mathematikers Arthur Milgram. Er studierte an der University of Chicago (Master-Abschluss 1961) und wurde 1964 an der University of Minnesota bei Alfred Aeppli promoviert (The homology ring of symmetric products of Moore spaces). Milgram lehrte ab 1970 als Professor an der Stanford University, wo er inzwischen emeritiert ist. Er war unter anderem Gastprofessor an der Universität Lille (2001), der Chinesischen Akademie der Wissenschaften (2000) in Peking, an der Universität Göttingen (1987 als Gauss Professor), an der University of Minnesota, der ETH Zürich, in Edinburgh, Montreal, Barcelona, am MSRI und der University of New Mexico.
Neben algebraischer und geometrischer Topologie befasste er sich intensiv mit Mathematikpädagogik und war dort in zahlreichen Gremien, unter anderem dem National Board for Education Sciences (seit 2005). Er ist einer der Hauptautoren des Mathematikstandards für Schulen in Kalifornien und beriet die Schulbehörden in  Michigan, New York und Georgia.
Mit Jacques Hurtubise und anderen bewies er 1992 die Atiyah-Jones-Vermutung über die Topologie des Modulraums von Instantonen auf Sphären.
Er beschäftigte sich auch mit Robotik und Proteinfaltung.
1974 war Milgram Invited Speaker auf dem Internationalen Mathematikerkongress in Vancouver (The structure of the oriented topological and piecewise linear bordism rings). Er war von der Gründung bis 1984 Herausgeber von Contemporary Mathematics und war Herausgeber des Pacific Journal of Mathematics und des Duke Journal of Mathematics.
Zu seinen Doktoranden zählt Gunnar Carlsson.